# Allianz Partners
Allianz Partners SAS es una compañía de servicios de asistencias médicas, viales, en el hogar y de viaje que forma parte del grupo multinacional de seguros Allianz SE. Opera bajo las marcas Allianz Assistance, Allianz Automotive, Allianz Travel y Allianz Care con presencia en 78 países.
La empresa operó como Mondial Assistance SAS hasta el 2011, año cuando fue nombrada Allianz Global Assistance S.A.S (AGA). Posteriormente, en 2014, cambió nuevamente de nombre a Allianz Worldwide Partners y finalmente a Allianz Partners en octubre de 2017.
Allianz Partners cuenta con diversas filiales en todo el mundo de manera directa e indirecta. Por ejemplo, en Alemania cuenta con una sucursal de AWP P&C, así como la agencia de seguros MAWISTA GmbH enfocada en servicios a estudiantes internacionales.
A nivel global, Allianz Partners está liderada por el director ejecutivo Tomas Kunzmann, responsable de reportar a la junta directiva de Allianz SE.

## Historia[5]
Los orígenes de Allianz Partners se remontan a 1950 en Suiza, cuando un grupo de emprendedores del sector turístico crearon la compañía de seguros de viaje ELVIA. Por su parte, y veinticuatro años después, en 1974, se fundó en Francia SACNAS-Mondial Assistance, una empresa que integró los servicios de seguro de viaje, asistencia en carretera y asistencia médica.
Posteriormente, durante la década de 1980 y 1990, ambas compañías – ELVIA y SACNAS-Mondial Assistance- lograron un crecimiento a nivel internacional, primero en Europa y después en el resto del mundo.
En 1995, el grupo alemán de servicios financieros, Allianz, decidió unirse a ELVIA para que, cinco años más tarde, en el 2000, también se fusionaran con SACNAS-Mondial Assistance. Así, en enero de 2007, las cuatro filiales francesas de Allianz (Mondial Assistance, France Secours, Elvia y SSC), se unieron para formar Mondial Assistance. Ya para el 2010 se había formado Allianz Global Assistance.
De manera paralela, en el año 2000, también se creó la compañía Allianz Worldwide Care, enfocada en asistencias de salud a nivel internacional.
Por su parte, en el 2010, inició operaciones la empresa Allianz Global Automotive, para brindar asistencias en movilidad y al sector automotriz.
Asimismo, a partir del 1 de enero de 2011, Mondial Assistance pasó a llamarse Allianz Global Assistance SAS.
Para enero de 2014, se tomó la decisión de unir a estas tres empresas - Allianz Global Assistance, Allianz Worldwide Care y Allianz Global Automotive – bajo el nombre de Allianz Worldwide Partners SAS. Finalmente, tres años más tarde, el 16 de octubre de 2017, Allianz Worldwide Partners se convirtió en Allianz Partners SAS, empresa que actualmente tiene presencia en 78 países.

## Premios y reconocimientos

### Globales
- Best Global Brands por Interbrand. Se trata de un informe presentado por la consultora estratégica de marca Interbrand que destaca las 100 marcas más valiosas del mundo basándose en variables como el desempeño financiero de sus productos y servicios, el papel que desempeña la marca en la elección del cliente y la fuerza para imponer un precio prémium.  Al respecto, Grupo Allianz, de manera consecutiva en 2020 y 2021, ha formado parte de esta clasificación. Destaca su puesto como la mejor marca de seguros en ambas ocasiones.[9]
- Data protection and cybersecurity. Es un estándar definido por la Asociación Alemana de la Industria Automotora que garantiza el nivel más alto de protección de datos y conocimiento para evitar ciberataques. Allianz Partners lo obtuvo en marzo del 2021.[10]
- Stevie Awards. Premios creados en 2002 para reconocer los logros de empresas y profesionales alrededor del mundo en materia de ventas y servicio al cliente. Allianz Partners ha obtenido estos reconocimientos en distintas ocasiones, siendo los más recientes : 2021 Stevie Awards – Gold – Contact Center of the Year – Financial Services; 2021 Stevie Awards – Silver – Customer Service Department of the Year - Financial Services; y 2021 Stevie Awards – Silver – Contact Center Manager of the Year.[11]
- Magellan Awards. Reconocimientos entregados por el medio especializado en turismo, Travel Weekly. Premian elementos como el diseño, marketing y servicio de las empresas del sector hospitalario, turístico y de transporte. Los últimos reconocimientos al respecto obtenidos por Allianz Partners son : 2020 Magellan Awards - Gold (2) - TravelSmart App; 2020 Magellan Awards - Gold - Allianz Travel Insurance Website; y 2020 Magellan Awards - Gold - AgentMax Online.[12]
- Certificado EDGE Assess. Certifica el compromiso de una organización con la igualdad de género en el lugar de trabajo. Allianz Partners obtuvo este sello en 2022.[cita requerida]